# پرواز شماره ۳۷۰۴ هواپیمایی آسمان

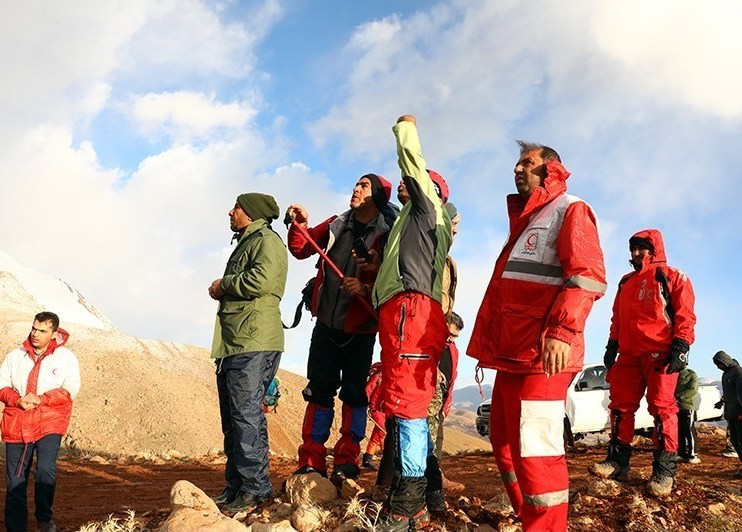
تعدادی از امدادگران که در منطقه سقوط هواپیما حضور یافتند

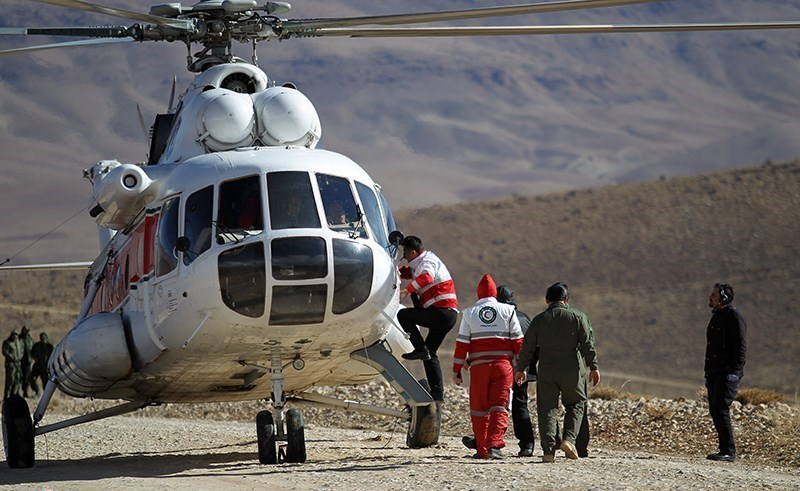
حضور بالگردهای هلال احمر برای یافتن محل حادثه

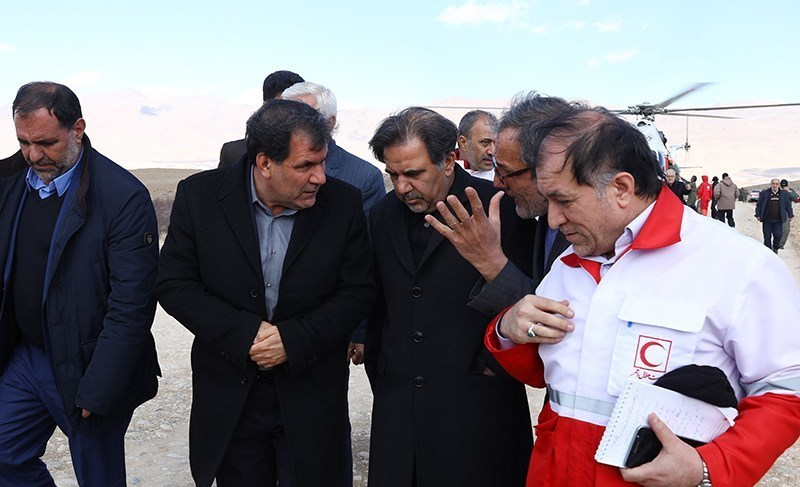
حضور عباس آخوندی، وزیر راه، در محل حادثه

پرواز شماره ۳۷۰۴ هواپیمایی آسمان یک پرواز داخلی از مبدأ تهران به مقصد یاسوج بود که در ساعت ۸:۰۵ صبح روز یک‌شنبه ۲۹ بهمن ۱۳۹۶ به پرواز درآمد. مکالمه خلبان هواپیمای ATR72-212 شرکت هواپیمایی آسمان پس از حدود یک ساعت و ۲۵ دقیقه با برج مراقبت قطع گردید و هواپیما در ساعت ۹:۳۲ صبح بعد از اصابت با کوه دنا سقوط کرد.
این حادثه در قلهٔ پازن پیر کوه دنا در جنوب روستای کهنگان از توابع پادنا در یکصد و بیست کیلومتری سمیرم رخ داد. همه سرنشینان این پرواز کشته شدند. پیدا کردن لاشه این هواپیما حدود ۴۸ ساعت به طول انجامید. کاپیتان حجت‌الله فولاد و کمک خلبان کاوه خلیلی هدایت این پرواز را بر عهده داشتند.
در این پرواز ۵۹ مسافر، ۲ مهماندار (بهنام رضایی نیارکی و محمد حسین فرشسنگی)، ۲ نفر امنیت پرواز (محمود بهشتی و فرهاد معصومی) نیز حضور داشتند.
سقوط این هواپیما بازتاب گسترده و سریعی در رسانه‌های عربی و غربی داشت.

ارتفاع پرواز ۳۷۰۴ هواپیمایی آسمان از تهران به یاسوج. منبع فلایت رادار ۲۴

با توجه به اطلاعات سایت فلایت رادار ۲۴ که پروازهای هواپیما را از روش تبدیل چندگانه پیگیری می‌کند آخرین سیگنال از هواپیما حدود ۶ دقیقه پیش از سانحه در ساعت ۰۹:۲۶ صبح به وقت محلی (05:55:59 UTC) در ارتفاع ۱۶۹۷۵ پا از سطح دریا و در حال کاهش ارتفاع ارسال شده‌است.
در روز دوم عملیات، ارتش با استفاده از پهپادهای خود موفق به یافتن محل سقوط شد و پس از آن مختصات محل سقوط را در اختیار ستاد بحران قرار داد.

## مدل هواپیما

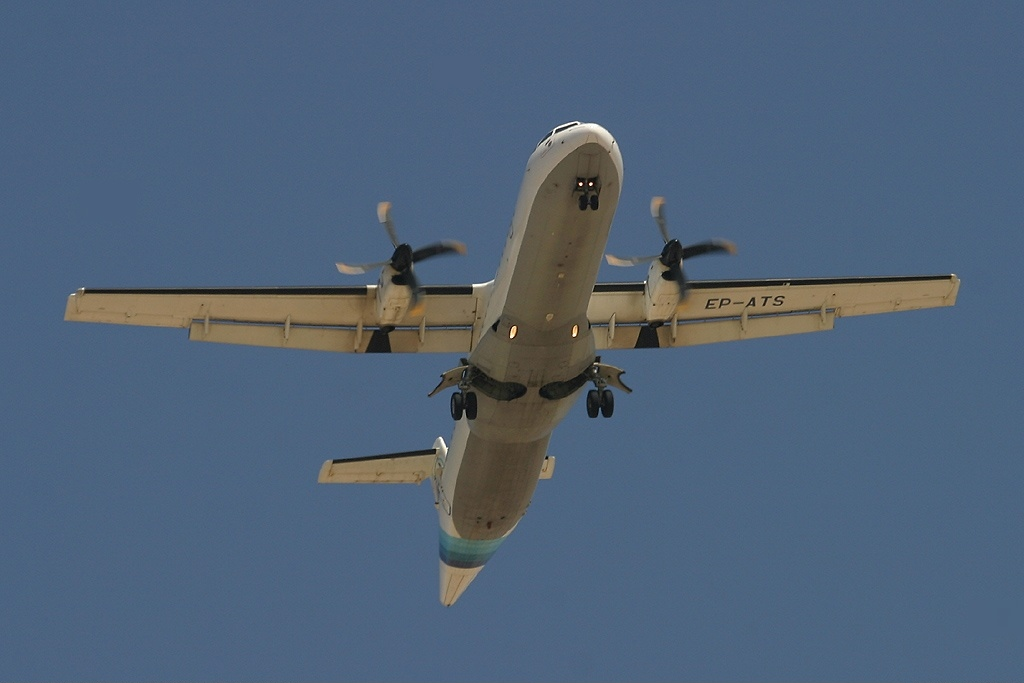
هواپیمای ATR ATR-72-212 متعلق به هواپیمایی آسمان

این هواپیما از نوع ATR 72-212 ساخت سال ۱۹۹۳ میلادی بود. هواپیما دارای دو موتور توربوپراپ بود.
هواپیمای مذکور حدود ۲۴ سال سن پروازی داشت.

## اقدامات

### امداد
در ساعات اولیه وقوع حادثه گروه‌های امدادگر در پایه رشته کوه محل سقوط حاضر شدند اما شرایط جوی برای رفتن به ارتفاعات و محل سانحه مناسب نبود. با مساعد شدن شرایط، گروه‌های تجسس مشغول جستجوی لاشه هواپیما شدند. پادگان گروه ۲۲ توپخانه شهرضا متعلق به آجا که نزدیکترین یگان ارتش بود نیز با توجه به دستورهای سلسله مراتب فرماندهی در منطقه حاضر شد.

### بررسی
مدتی پس از حادثه، سخنگوی سازمان هواپیمایی ایران از تشکیل جلسه کمیته بحران برای بررسی سقوط هواپیما خبر داد.

### پیدا شدن لاشه هواپیما
در تاریخ ۳۰ بهمن اعلام شد که لاشه هواپیما در محدوده کهنگان پیدا شده‌است. اما مدتی بعد این خبر تکذیب شد.
عملیات پیدا کردن لاشه هواپیما در آب و هوای طوفانی و بوران سخت توسط نیروهای تیپ مخصوص هوابرد ارتش (تیپ ۶۵ نوهد) انجام شد. مستند منفی ۳۸ درجه که از شبکه افق نیز پخش گردید دلاوری نیروهای تیپ مخصوص ارتش را به تصویر کشیده‌است که به گفتهٔ یکی از ۴ نفر گروه نجات زمانی که تمامی نیروها به بن‌بست می‌رسند تیپ ۶۵ وارد عمل می‌شود.
یک روز پس از آنکه ارتش مختصات سقوط را در اختیار ستاد بحران قرار داد، رمضان شریف سخنگوی سپاه پاسداران در روز سه‌شنبه یکم اسفند ماه ۱۳۹۶ خبر داد که لاشه هواپیما حدود ساعت ۰۹:۵۵ صبح در ارتفاعات کوه دنا در مختصات جغرافیایی N30-4208 و E51-4293 کشف و شناسایی گردید. لاشه این هواپیما در ارتفاع ۴۰۰۰ متری در روستای کهنگان پیدا شد.

### پیدا شدن اجساد
پس از سه روز جستجو امدادگران بالاخره صبح روز سه‌شنبه (۱ اسفند) در ارتفاع ۴ هزار و پانصد متری موفق به کشف لاشه هواپیمای دو موتوره ۷۲ -ATR شدند که از تهران به مقصد یاسوج پرواز کرده بود.
خبرگزاری ایسنا عصر روز سه‌شنبه از قول قربانعلی صیادی، یکی از کوهنوردان حاضر در محل سقوط هواپیما، نوشت: «این هواپیما به دامنه شمالی قله نول شمالی در حدود ۵۰ متر پایین‌تر از نوک قله از قلل کوه دنا در ارتفاع ۴۱۰۰ متری که مشرف به منطقهٔ پادنا (روستای کهنگان) شهرستان سمیرم است، برخورد کرده‌است.» او افزود: «منطقه صعب العبور است. بخش‌هایی از لاشه هواپیما و تعدادی از اجساد زیر برف و تعدادی هم روی برف هستند.»

### پیدا شدن جعبه سیاه
در روز ۱۲ اسفند ۱۳۹۶ جعبه سیاه هواپیما پیدا شد.
در ابتدا، با حضور مقامات قضایی، این دستگاه‌ها به کارگاه اویونیک شرکت هواپیمایی جمهوری اسلامی ایران انتقال داده شد و با همکاری متخصصین شرکت یاد شده و شرکت هواپیمایی آسمان عملیات بازخوانی آغاز گردید. نظر به برخورد شدید هواپیما با کوه و رطوبت وارد شده به دستگاه‌ها و مطابق با مفاد دستورالعمل ۴۳۶۹ سازمان، ضرورت داشت تا حافظه این دستگاه‌ها بر روی دستگاه‌های جدید نصب شده و سپس بازخوانی اطلاعات انجام شود. این فرایند با امکانات موجود در کشور انجام پذیرفت لیکن داده‌های دریافت شده فاقد اطلاعات قابل بهره‌برداری مشاهده گردید. با توجه به مشورت‌های انجام شده با کارخانه سازنده، و با هدف پرهیز از آسیب رسیدن به اطلاعات و درخواست نهاد بررسی سانحه کشور سازنده هواپیما (BEA) دستگاه‌های مذکور جهت بازخوانی و تخلیه اطلاعات تحت نظارت مسئول بررسی سانحه و هیئت همراه متشکل از مراجع قضایی و حفاظتی به کشور فرانسه منتقل شدند. در لابراتوار کارخانه سازنده ابتدا مطابق با توصیه کارخانه سازنده دستگاه (Fairchild) آزمایش دقیق قطعات الکترونیکی با هدف تعیین میزان آسیب انجام شد و سپس نسبت به بازسازی حافظه، بازخوانی و تخلیه اطلاعات دستگاه‌ها اقدام گردید. نتایج دریافت شده جهت تحلیل و بهره‌برداری به کشور منتقل شد.

### پایان عملیات جستجو برای انتقال پیکر جانباختگان
عملیات جستجو برای انتقال پیکر جانباختگان سانحه هوایی تهران-یاسوج در تاریخ ۴ تیر ۱۳۹۷ پس از ۱۲۷ روز به اتمام رسید.

اسامی مسافران جانباخته
علی ازادبخت ،خلیل آهنگران، احمد چرمیان، سیدرضا فاطمی طلب، علیرضا جامعی، اردشیر راد، سیدبهزاد سیادتی، سیدکرم اله صالحی پرور، حامد امیری، محمد هادی فهیمی هنزایی، ابوالقاسم فرهمندی، مهدی جاوید پور، عبدالاحد مرادی، سکینه کاظمی انور، سلمان آذری، فاطمه دالوند، کوثر حردانی، محمد کبیریان، علیرضا کلهر، حامد مهدوی، مژگان نظری، جلال الدین امیدی پور، حسین رستمی، مریم عابدی، احمد انوری، محمدحسین برزگری، رؤیا داخته، مجید اسلامی، مهدی قرعلی، حسن رضا قرلاقی، ژیلا قلی پور، زهرا ایمانی مهر، عبدالرضا کردی، محمد نجات، سید نقی نشاطی فر، محسن تقی پور، محمد صادق نوری، امیر پورشعبان، رحمت اله صالحی پرور، بهروز شریف کاظمی، پریسا سوهانی، شاهبد یاری پور، شاهپور یاری پور، غلامعلی احمدی، میلاد علی پور، محسن الله ویران زاده، افشین انصاری، سید ایلیا دانشی، سید طاها دانشی، محمد عیدی نیا، علی فرزانه، حمیدرضا هداوند خان، عزت اله حق‌شناس، ابراهیم جعفریان سی سخت، نرگس خوبانی، علی اکبر نجمامی سخویدی، علی زارع، محمد هادی نژاد صداقت، مصطفی رضایی، سیدابراهیم ساداتی، محمد مهدی سمیعی نصرآبادی
در این روز پایان عملیات در دنا اعلام و اجساد همه قربانیان این سانحه هوایی به خانواده‌هایشان تحویل داده شد.

## علل حادثه
از آنجا که گزارش سازمان هواپیمای کشوری بدون پیدا شدن لاشه و بررسی همهٔ ابعاد بروز حادثه، توسط نهادهای نظارتی از جمله مجلس و قوهٔ قضاییه، شتابزده و مغرضانه تلقی شد،لذا سه گروه از هر دو قوه دیگر، مقننه (کمیسیون اصل نود مجلس) و قضاییه (دادسرای کارکنان دولت) به بررسی علل یا تعیین مقصرین این حادثه پرداختند.
در اولین و دومین گزارش تخصصی و علمی که توسط واحد بررسی سوانح حوادث هوایی ایران منتشر شد «خطای خلبان» علت اصلی بروز این حادثه شناسایی شد. با این حال، با بررسی جداگانه ایی که توسط دادگستری و کمسیون اصل نود مجلس ایران انجام شد، مقصران این حادثه شرکت هواپیمایی آسمان، شرکت فرودگاه‌های کشور، سازمان هواپیمایی کشوری ایران، کروی پرواز و نیز سازنده هواپیما معرفی شدند در گزارش مجلس کارخانه ای.تی. آر که بنا به این گزارش برخلاف تعهدات بین‌المللی مندرج در پیمان شیکاگو به بهانه تحریم، تجهیزات را در اختیار شرکت آسمان قرار نداده نیز مقصر دانسته شده‌است. گرچه در این مدل هواپیما ATR-72 سوانح مشابه ای مبنی بر یخ زدن بال و از دست دادن نیروی ایرودینامیکی و در نتیجه واماندگی گزارش شده بود اما مقامات این بررسی با وجود شواهدی مانند سرمای ۲۶- درجه دنا، نصب نبودن سیستم ضدیخ و واماندگی عجیب هواپیما این فرضیه محتمل را تأیید نکردند.

### گزارش کمیسیون اصل ۹۰ مجلس در سال ۹۹
این گزارش که در تاریخ ۲۸ اردیبهشت ۹۹ منتشر شده‌است، شرکت هواپیمایی آسمان، شرکت فرودگاه‌های کشور و سازمان هواپیمایی کشوری را مقصر سانحه دانسته‌است!

### گزارش دادسرای کارکنان دولت
اگرچه اداره کل سوانح سازمان هواپیمایی کشوری در دو گزارش مقدماتی و نهایی که به ترتیب در تاریخ‌های ۲۰ اسفند ۹۷ و ۱۵ خرداد ۹۷ اعلام کرده بود که اشتباه خلبان سبب سقوط این هواپیما و جان باختن ۶۶ مسافر (شامل ۶۰ مسافر و ۶ خدمه پروازی) شده‌است، اما در گزارش دادسرا که برای ارائه به دادگاه رسیدگی به این پرونده تهیه شده، سازمان هواپیمایی کشوری و شرکت هواپیمایی آسمان را به دلیل عدم انجام بازرسی‌های فنی در دوره‌های زمانی مورد نظر، عدم انجام امریه صلاحیت پروازی، عدم بررسی صلاحیت گروه پروازی و … مقصران اصلی دانسته‌است!
بر اساس این گزارش، نقش دو خلبان اول و دوم این هواپیما در سقوط آن مجموعاً فقط ۵ درصد، نقش سازمان هواپیمایی کشوری ۴۰ درصد، شرکت هواپیمایی آسمان ۴۵ درصد و شرکت فرودگاه‌ها و ناوبری هوایی ایران ۱۰ درصد عنوان شده‌است.
برهمین اساس، دادسرا از تقاضای انفصال یک‌ساله، رئیس سازمان هواپیمایی کشوری از خدمات دولتی و ۴ ماه زندان در دادگاه بدوی خبر داد ولی توسط قاضی پرونده پذیرفته نشد.
لازم است ذکر شود کارشناسان رسمی دادگستری مذکور به علت عدم رعایت جهات رد زیر سؤال هستند (دو نفرشان کارمند/ مدیر سازمان هواپیمایی کشوری بوده و در بازرسی و ممیزی شرکت آسمان و هواپیمای ATR 72 دارای مسئولیت و چندین امضاء هستند)
عضو کمیسیون عمران مجلس گفته‌است: «قطعاً وقتی هواپیمایی برای یک پرواز انتخاب می‌شود، باید متناسب با آب و هوا و جغرافیای آن منطقه باشد ولی در پرواز تهران به یاسوج این موضوع درنظر گرفته نشد و هواپیمایی که برای این پرواز انتخاب شده بود، اصلاً متناسب با شرایط جغرافیایی آن منطقه نبود، به همین دلیل نمی‌توان فقط خلبان را در این سانحه؛ دردناک مقصر دانست، ضمن این‌که در زمان آن پرواز، هواشناسی هم اطلاعات لازم را به سازمان هواپیمایی کشوری داده بود و پرواز نباید اتفاق می‌افتاد اما متأسفانه انجام شد و نتیجه آن بسیار تلخ شد.»

### گزارش واحد بررسی سوانح و حوادث هوایی AAIB
در روز ۲۰ اسفند ۱۳۹۶ دفتر بررسی سوانح و حوادث سازمان هواپیمایی کشوری (Aircraft Accident Investigation Board) گزارش اولیه سانحه سقوط هواپیمای ای تی آر شرکت آسمان را منتشر کرد.
بر اساس مقررات، تنها مرجع رسیدگی به سوانح هوایی غیرنظامی در قلمرو ایران، سازمان هواپیمایی کشوری (واحد بررسی سوانح و حوادث هوایی) می‌باشد و بقیه اظهارنظرها فاقد وجاهت قانونی است؛ لذا از آنجا که گزارش سازمان هواپیمای کشوری مغرضانه قلمداد شد، سایر نهادها با شکایات خانوادهٔ متوفیان به این قضیه ورود کردند، لازم است ذکر شود مجلس و قوهٔ قضاییه طبق قانون می‌تواند به هر موردی که موجب شکایت و نارضایتی مردم باشد، ورود کنند.
این مقررات که به نام "آیین نامه بررسی سوانح و حوادث هوایی (غیرنظامی)" منتشرشده، مصوب هیئت وزیران در جلسه مورخ ۱۳۹۰/۵/۳۰ و به استناد ماده (۲۲) قانون هواپیمایی کشوری می‌باشد.
ماده ۲: هدف از بررسی سوانح و حوادث هوایی صرفاً پیشگیری از وقوع سوانح و حوادث مشابه می‌باشد و منظور از این اقدامات سرزنش یا مقصر شناختن اشخاص نیست.
در ماده ۳:
"سازمان (هواپیمایی کشوری)، مرجع بررسی سوانح و حوادث هوایی غیرنظامی در قلمرو جمهوری اسلامی ایران می‌باشد و همکاری دستگاه‌های ذیربط در حین بررسی سوانح و حوادث توسط سازمان الزامی است."— آیین‌نامه بررسی سوانح و حوادث هوایی، مصوبه هیئت وزیران منتشرشده در سامانه قوانین مرکز پژوهش‌های مجلس
بر اساس گزارش اولیه دفتر بررسی سوانح و حوادث سازمان هواپیمایی کشوری ایران در خصوص سانحه سقوط هواپیمای ای تی آر شرکت آسمان، هواپیما در زمان عبور از نقطه OBTUX در حال پرواز برمسیر W۱۴۴ و ارتفاع ۲۱ هزار پا قرار داشته و خلبان خودکار نیز فعال بوده‌است.
- پرواز برای نزول به ارتفاع ۱۷ هزار پا توسط مرکز کنترل تهران مجاز شده و تحویل واحد اطلاعات مراقبت پرواز یاسوج می‌شود.
- خلبانان پرواز، با انتخاب ارتفاع ۱۵هزار پا، تنزل از ارتفاع ۱۷ هزار پا را آغاز می‌کنند.
- در هنگام کاهش ارتفاع و در زمان گذر از ارتفاع ۱۵۶۰۰ پا، سیستم یخ زدایی هواپیما توسط عوامل پروازی برای ۲ دقیقه و ۲۶ ثانیه روشن و پس از آن خاموش می‌شود.
- پس از رسیدن به ارتفاع ۱۵ هزار پا، ارتفاع سنج هواپیما با فشار ۱۰۲۱ هکتو پاسکال تنظیم می‌شود.
- هواپیما در ارتفاع ۱۵هزار پا تثبیت می‌شود.
- تا زمان یک دقیقه، در حالی که اهرم موتور بسته می‌شود (تُرک موتور در حدود ۱۰ درصد) سرعت هواپیما در حدود ۲۰۰ نات و وضعیت گردش طول محور افقی (pitch) منفی و بیشتر در حدود منفی ۵ درجه قرار دارد.
- بعد از یک دقیقه، سرعت هواپیما شروع به کاهش و زاویه حمله شروع به افزایش می‌کند.
- اهرم‌های موتور به تدریج به پیش برده شده و تُرک موتور افزایش می‌یابد.
- در زمان ۹:۳۰:۴۴ یعنی ۲۵ ثانیه پس از تنظیم اهرم موتور، سرعت هواپیما به ۱۲۹ نات می‌رسد (در شرایط عادی، کمترین سرعت مناسب مانور و گردش مختصر هواپیما با این وزن ۱۳۲ نات است)، وضعیت گردش حول محور افقی (pitch) در حدود ۱۵ +درجه بوده و تُرک هر دو موتور ۶۷ درصد بوده‌است.
- سپس هواپیما آغاز به تنزل به ارتفاع تنظیم شده ۱۴ هزار پا و با نرخ نزول منفی ۶۰۰ پا در دقیقه می‌نماید.
- در زمان ۹:۳۱:۱۴، سرعت هواپیما به مقدار حداقلی ۱۱۷ نات می‌رسد.
- یک ثانیه بعد از دریافت اخطار واماندگی (Stall) خلبان خودکار توسط عوامل پرواز غیرفعال شده و هواپیما آغاز به پیچش به چپ در حدود ۰۲درجه کرده و زاویه حمله به منفی ۹ درجه کاهش می‌یابد.
- در زمان ۹:۳۱:۲۳ در ارتفاع ۱۴۲۰۰ پا و سرعت ۱۳۷ نات، خلبان خودکار مجدداً فعال می‌شود.
- زاویه حمله منفی ۵ درجه افزایش یافته و هواپیما به زاویه ۱۲ درجه راست پیچش می‌کند.
- در زمان ۹:۳۱:۲۴ هشدار EGPWS آغاز می‌شود.
- در زمان ۹:۳۱:۳۳ خلبان خودکار غیرفعال می‌شود و هشدار EGPWS تا زمان انتهای ثبت اطلاعات که ۱۲ ثانیه دیگر است ادامه می‌یابد و هواپیما با کوه برخورد می‌نماید.
- هواپیما تا آخرین لحظه در اختیار خلبانان بوده و مکانیزم‌های مختلف آن مطابق اقدامات و هدایت گروه پروازی عمل می‌کرده‌اند. سیستم‌های هواپیما نیز اطلاعات صحیح را در اختیار خلبان قرار می‌داده‌اند؛ لذا نقص فنی هواپیما تا کنون منتفی است. لازم است ذکر شود موتورهای هواپیما نیز مطابق با خواست خلبان عمل نموده‌اند.
- خلبانان تا ثانیه‌ای قبل از برخورد، به دلیل پوشش ابر متوجه وجود کوه در روبرو نشده‌اند و در لحظه آخر با مشاهده کوه، سعی در انجام مانور شدید گردش به چپ جهت پرهیز از برخورد داشتند که بی‌نتیجه بوده‌است.
- خلبانان تنزل به ارتفاع ۱۷۰۰۰ پا را مطابق با طرح تعریف شده پروازی انجام داده‌اند، لیکن تنظیم ارتفاع ۱۵۰۰۰ پا و بعد از آن ۱۴۰۰۰ پا بر روی سیستم خلبان خودکار کاملاً مغایر با ضوابط پروازی مجاز بوده‌است.
- ترکیب خدمه پروازی (خلبان و کمک خلبان) برای این پرواز در مغایرت با محدودیتهای تعیین شده توسط سازمان بوده‌است. خلبانان پرواز دارای صلاحیت لازم برای پرواز با هواپیما بوده‌اند لیکن به دلیل وجود محدودیت پزشکی برای خلبان، ایشان مجاز به پرواز هم‌زمان با یک کمک خلبان نبوده و موضوع می‌بایست مورد دقت ایشان و واحد عملیات شرکت قرار می‌گرفت.
در جمع‌بندی کلی، واحد بررسی سوانح سازمان هواپیمایی کشوری ایران AAIB و آژانس بررسی سوانح و حوادث هوایی فرانسه BEA، خطای خلبان را عامل اصلی سقوط اعلام نمودند
که بعداً توسط کمیسیون اصل نود و قوهٔ قضاییه، بیشتر این مطالب بدون سند و مدرک تلقی شد که در دفاع از مسئولین حاضر در سازمان هواپیمای کشوری و شرکت آسمان بیان شده
نکتهٔ جالبی که در تمام این حوادث و سوانح دیده می‌شود این است که هر گاه در حادثه ای از این دست، خلبان، یا ناخدای کشتی، یا رانندهٔ اتوبوس یا لوکوموتیوران کشته شود، به‌طور خودکار ایشان را مقصر حادثه نشان می‌دهند، چون زنده نیست که از خود دفاع کند، و تمامی مدیران و مقصران اصلی تبرئه می‌شوند، جالب تر آنکه، مأمور گزارش حادثه، سازمان هواپیمای کشوری است، یعنی کسی که منطقا می‌تواند مقصر باشد و به راحتی خطای خود را مخفی کند، حال آنکه عقل می‌گوید در این حوادث باید نهادی بی‌طرف ابعاد حادثه را بررسی کند.